# John Gunn
John Gunn (26. února 1925 Northumberland, Anglie) je australský spisovatel především knih pro mládež.

## Život
John Gunn se narodil Anglii, ale již ve třech letech se s matkou odstěhoval do Austrálie. Roku 1939 začal studovat na Royal Australan Naval College (Australská královská námořní kolej) a roku 1942 se stal navigátorem na torpédoborci a plavil se po Tichém oceánu a ve Středomoří. Jeho zájem o létání jej však brzy přivedl do řad Fleet Air Arm, kde působil jako pilot. Kromě toho se začal věnovat literatuře a stal se velmi oblíbeným autorem dětských knih a knih zaměřených na australskou historii. Nyní žije poblíž Sydney.

## Dílo
- Peter Kent (1955–1962), série dobrodružných knih o australském vojenském letci:
  - Barrier Reef Espionage (1955, Špionáž na bariérovém útesu),
  - Battle in the Ice (1956, Bitva na ledu),
  - Gibraltar Sabotage (1957, Gibraltarská sabotáž),
  - Submarine Island (1958, Podmořský ostrov),
  - Peter Kent's Command (1960, Rozkaz Petera Kenta),
  - City in Danger (1962, Město v nebezpečí).
- Flying for You, 1955, Létání pro tebe), kniha literatury faktu týkající se létání a leteckého průmyslu.
- Sailing and Ships for You, 1957, Plachtění a lodě pro tebe), kniha literatura faktu týkající se námořnictví.
- Acting for You, 1957, Hraní pro tebe), kniha literatura faktu týkající se divadla.
- Sea Menace, 1958, Nebezpečné moře), kniha získala roku 1959 cenu pro nejlepší australskou dětskou knihu roku.
- The Humpy in the Hills (1960, Chatrč v horách), dobrodružný román pro mládež o kamarádech, kteří dopadnou zloděje a objeví i skrýš, v níž ukryl čtyřicet tisíc liber.
- Dangerous Enemies (1961, Nebezpeční nepřátelé), historický román z počátků 19. století.
- Goodbye Island (1963, Sbohem ostrove), pokračování knihy Chatrč v horách.
- Tle Wild Abyss (1972, Divoké peklo), román.

## Česká vydání
- Chatrč v horách. Praha: SNDK, 1963. Přeložil Ladislav Pekař. Edice KOD.

## Rozhlasová hra
Poklad v horách. Na motivy knihy Johna Gunna Chatrč v horách s použitím překladu Ladislava Pekaře napsala Martina Drijverová. Výběr hudby a režie Jan Berger. Dramaturg Ivan Hubač. Režie Jan Berger. Účinkují: Ota Sklenčka, Bořík Procházka, Josef Vinklář, Filip Žák, Radim Špaček, Jiří Janát, Šárka Krásová, Tomáš Longa, Martin Bouček, Jiří Neužil, Kristýna Píchová, Vilemína Kracíková a Helena Ševčíková a Markéta Danhelová. Natočeno v roce 1984.